# Édouard Bagritski
Pour les articles homonymes, voir Bagritski.
Édouard Bagritski (en russe : Эдуа́рд Багри́цкий), né Édouard Gueorguievitch Dzioubine (Эдуа́рд Гео́ргиевич Дзю́бин) le 22 octobre 1895 (3 novembre dans le calendrier grégorien) à Odessa en Russie impériale, mort le 16 février 1934 à Moscou, en Union soviétique, est un poète, traducteur et dramaturge russe soviétique,.

## Biographie
Edouard Bagritski est né dans une famille israélite d'Odessa. Il publie dans les revues locales à partir de 1915, fortement influencé par Nikolaï Goumilev. Il participe à la révolution du côté des révolutionnaires bolcheviques.
Au printemps et en été 1917, il travaille dans la milice. À partir d'octobre 1917, il devient le commis du 25e détachement médical et d'approvisionnement de l'Union d'assistance aux malades et aux blessés de toute la Russie, puis participe à la mission du général Baratov en Perse. Il rentre à Odessa au début de février 1918 et en avril 1919, lors de la guerre civile, se porte volontaire pour intégrer l'Armée rouge. Il sert dans le Détachement de résistance spécial du Comité exécutif central de toute la Russie, puis, après la réorganisation de ce service en tant qu'instructeur politique de la Brigade spéciale des tirailleurs, où il écrit dans le cadre de ses fonctions des poèmes de propagande. En juin 1919, de retour à Odessa, il occupe un poste au Bureau de la presse ukrainienne où à ce moment travaillent également Valentin Kataïev et Iouri Olecha. Depuis mai 1920, en tant que poète et dessinateur, il travaille chez YugROSTA (Bureau Sud de la branche ukrainienne de l'Agence télégraphique russe), ainsi que Valentin Kataïev, Iouri Olecha, Vladimir Narbout, Sergueï Bondarine (ru). Il est l'auteur de nombreuses affiches, dépliants et épigrammes (environ 420 œuvres graphiques produites de 1911 à 1934). Il se fait publier dans les journaux d'Odessa et des magazines humoristiques sous les pseudonymes d'Un certain Vassia, Nina Voskresenskaïa, Rabkor Gorcev.
En août 1923, sur le conseil de son ami journaliste Yakov Belski (ru), il vient s'installer à Mykolaïv, et travaille comme secrétaire de la rédaction du journal Krasny Nikolaev qui publie ses poèmes. Il lit également ses œuvres lors des soirées poétiques, organisées par la rédaction. En octobre de la même année, il revient à Odessa.
En 1925, Bagritski, à l'initiative de Valentin Kataev, s'installe à Moscou. Il devient d'abord membre du groupe littéraire Pereval d'Alexandre Voronski, mais un an plus tard, rejoint le Centre littéraire des constructivistes fondé par Ilia Selvinski. En 1928, voit le jour son recueil de poèmes Sud-Ouest. En 1930, il rejoint l'Association russe d'écrivains prolétaires. Son second recueil, Les Vainqueurs, parait en 1932.
Depuis 1925, il est domicilié à Moscou, à Kamerguerski pereoulok, où il meurt officiellement d'asthme en 1934. Il est enterré au cimetière de Novodevitchi.

## Œuvres
Son œuvre n'est pas traduite en français
- L'épopée La Douma d'Opanas est son œuvre la plus célèbre (Дума про Опанаса, 1926)
- Sud-Ouest, le premier recueil, 1928
- Les Vainqueurs, 1932
- La Dernière Nuit, 1932